# Hichem Ben Ammar
Hichem Ben Ammar, né en 1958 à Tunis, est un réalisateur tunisien. Il est, depuis juin 2017, le directeur de la Cinémathèque tunisienne.

## Biographie
Hichem Ben Ammar est né en 1958 à Tunis. Il étudie à l'École des beaux-arts où il obtient une maîtrise, puis obtient, en 1984, un certificat d'aptitude à la recherche. En 1986, il passe le premier degré du diplôme de recherche approfondie.
De 1987 à 2009, Ben Ammar enseigne le cinéma et l'audiovisuel à l'Institut de presse et des sciences de l'information puis occupe plusieurs emplois : animateur de ciné-clubs, enseignant en audiovisuel, directeur de festivals et critique de cinéma. Par la suite, il décide de créer sa société, 5/5 Productions, à laquelle il donne pour ligne éditoriale un souci de responsabilité sociétale et de promotion du documentaire avec une approche est à la fois « anthropologique et citoyenne ».
En 2011, Hichem Ben Ammar est à l'initiative du projet intitulé Les Caravanes documentaires, qui vise à diffuser les valeurs de la citoyenneté à travers le documentaire dans les régions de Tunisie privées de cinéma.
En juin 2017, le ministère tunisien des Affaires culturelles annonce la nomination du réalisateur à la direction artistique de la Cinémathèque tunisienne,.

## Filmographie
Hichem Ben Ammar a réalisé plusieurs documentaires : 
- 1998 : Femmes dans un monde de foot : réalisateur
- 1999 : Cafichanta : réalisateur
- 2002 : Raïs Labhar (Ô ! Capitaine des mers…) : producteur et réalisateur
- 2006-2007 : Choft Ennoujoum Fil Quaïla (J'en ai vu des étoiles) : producteur et réalisateur
- 2008 : Ramadan à Touba (diffusé sur Al Jazeera Documentary Channel (en)) : réalisateur
- 2010 : Un conte de faits : producteur et réalisateur

## Œuvres
Écrivain, Hichem Ben Ammar est l'auteur de deux recueils de poésie : "L'Idéal atteint" et "La Négociation".

## Distinctions
- Prix de la meilleure idée originale au Sport TV Play de Vicence (Italie) pour Femmes dans un monde de foot (1998) ;
- Prix du court métrage vidéo aux Journées cinématographiques de Carthage pour Raïs Labhar (2002) ;
- Mention du jury au Festival du cinéma d'Afrique, d'Asie et d'Amérique latine de Milan pour Cafichanta (2002) ;
- Deuxième prix du documentaire vidéo au Festival du cinéma d'Afrique, d'Asie et d'Amérique latine de Milan pour Raïs Labhar (2003) ;
- Prix spécial du jury au Middle East Film Festival de Beyrouth pour Raïs Labhar (2003) ;
- Mention spéciale au Festival de Sasà pour Raïs Labhar (2003) ;
- Grand prix au Festival du Film ethnographique de Belgrade pour Raïs Labhar (2004) ;
- Prix spécial du jury à la Biennale des cinémas arabes de Paris pour Raïs Labhar (2004) ;
- Prix du documentaire méditerranéen dans la catégorie « Mémoire de la Méditerranée » au concours du Centre méditerranéen de la communication audiovisuelle pour Choft Ennoujoum Fil Quaïla (2007) ;
- Officier de l'Ordre tunisien du Mérite (2019)[7].

## Festivals
Hichem Ben Ammar a créé la Compétition nationale du film documentaire.